# Siti archeologici di Rimini

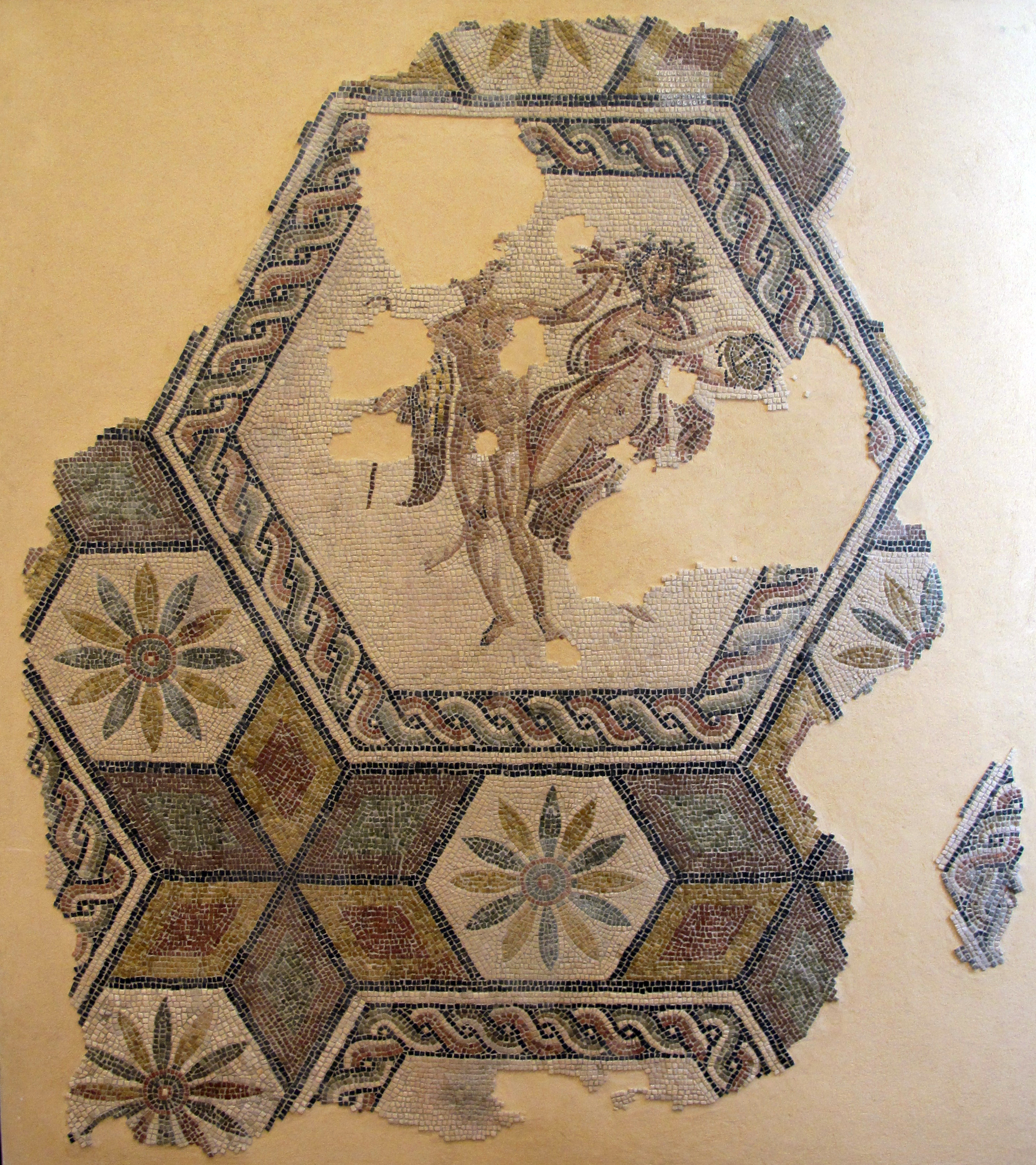
Mosaico di età tardoimperiale (Rimini, Museo della Città)

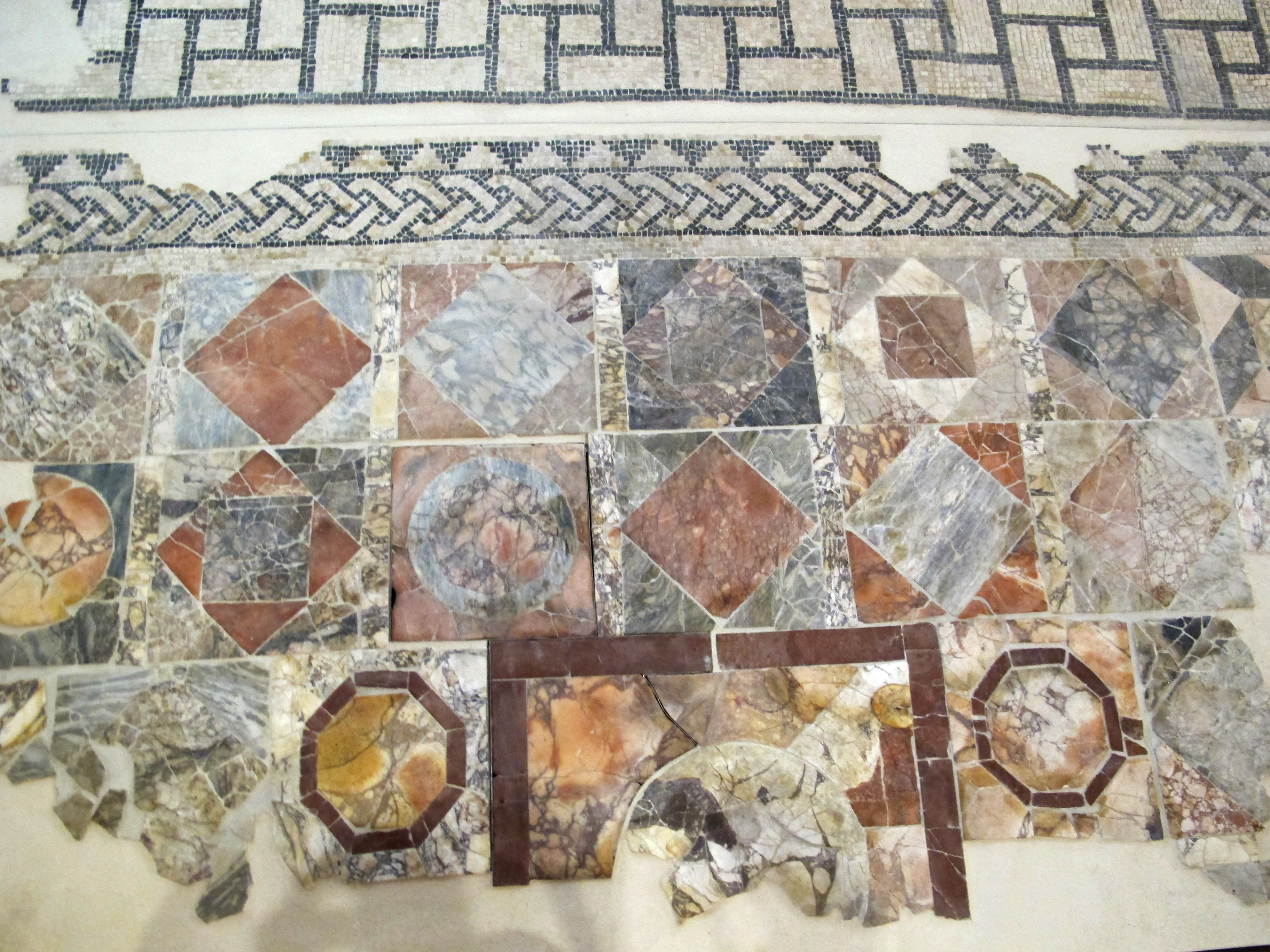
Pavimento in opus sectile dalla terza domus dell’ex Vescovado (Rimini, Museo della Città)

Rimini possiede il più grande patrimonio archeologico dell'Emilia-Romagna, eredità del suo lungo passato e del suo ruolo di importante nodo stradale, centro economico e punto di riferimento per il territorio.
La ricchezza di ritrovamenti si deve all'opera di Luigi Tonini, il più illustre storico riminese, e ai numerosi scavi effettuati nella seconda metà del Novecento, che hanno prodotto una disponibilità documentaria molto ampia sulla storia e sulla struttura della città romana, sull'architettura, l'arte, i culti religiosi, l'economia e molteplici aspetti della vita quotidiana dei suoi abitanti.
I rinvenimenti includono le rovine del monumentale anfiteatro, numerose domus di età repubblicana e imperiale, resti della sede stradale, necropoli sorte lungo le vie consolari e impianti produttivi.
I siti archeologici di tre domus, grandi abitazioni signorili che riflettono nei loro caratteri architettonici e decorativi il contatto con la cultura greca e il diffondersi della filosofia dell'“otium”, sono stati conservati in loco: la domus del Chirurgo, la domus di palazzo Massani e la domus della Camera di Commercio.

## Siti archeologici

### Anfiteatro romano

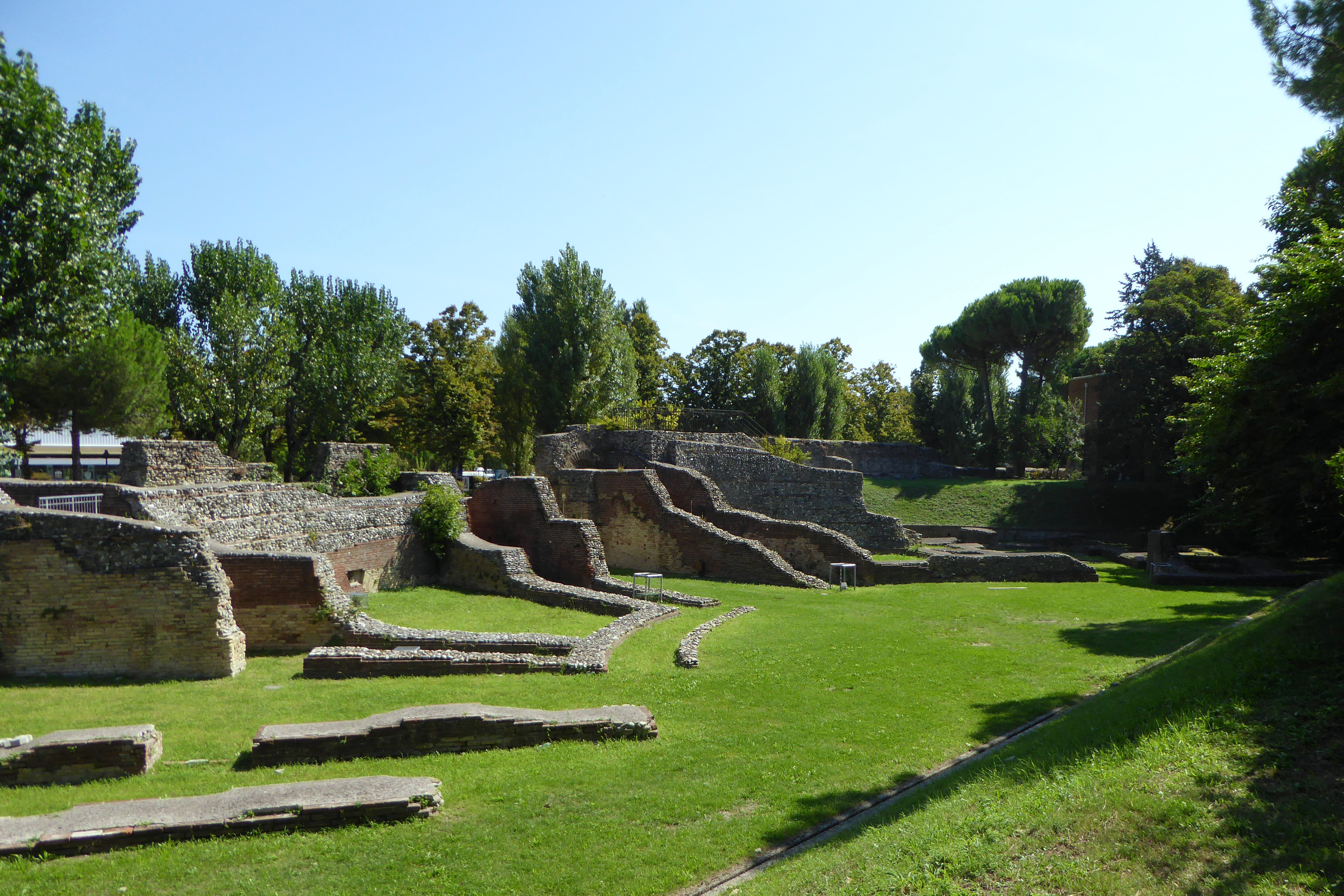
L'anfiteatro romano

Costruito tra il 119 e il 138 d.C. e distrutto in epoca altomedievale, aveva forma ellittica e dimensioni grandiose. Misurava 118 metri nell'asse maggiore e 88 in quello minore, mentre l'arena era ampia 73 metri per 44; poteva ospitare fino a 12.000 spettatori seduti. La costruzione, interamente in laterizio, era composta da due ordini di sessanta arcate di uguale altezza, intervallate al piano inferiore da lesene di ordine tuscanico. Dal portico esterno si accedeva al corridoio perimetrale grazie a due ingressi principali, collocati a nord e a sud, che immettevano direttamente nell'arena, oppure attraverso entrate secondarie che, per mezzo di numerose scale coperte, permettevano di raggiungere le gradinate. La cavea, sostenuta da un terrapieno di argilla battuta e ghiaia marina, presentava un unico ordine di gradinate raggiungibile da un corridoio inferiore lungo il podio e da un ambulacro posto sopra la galleria esterna.

### Domus del chirurgo

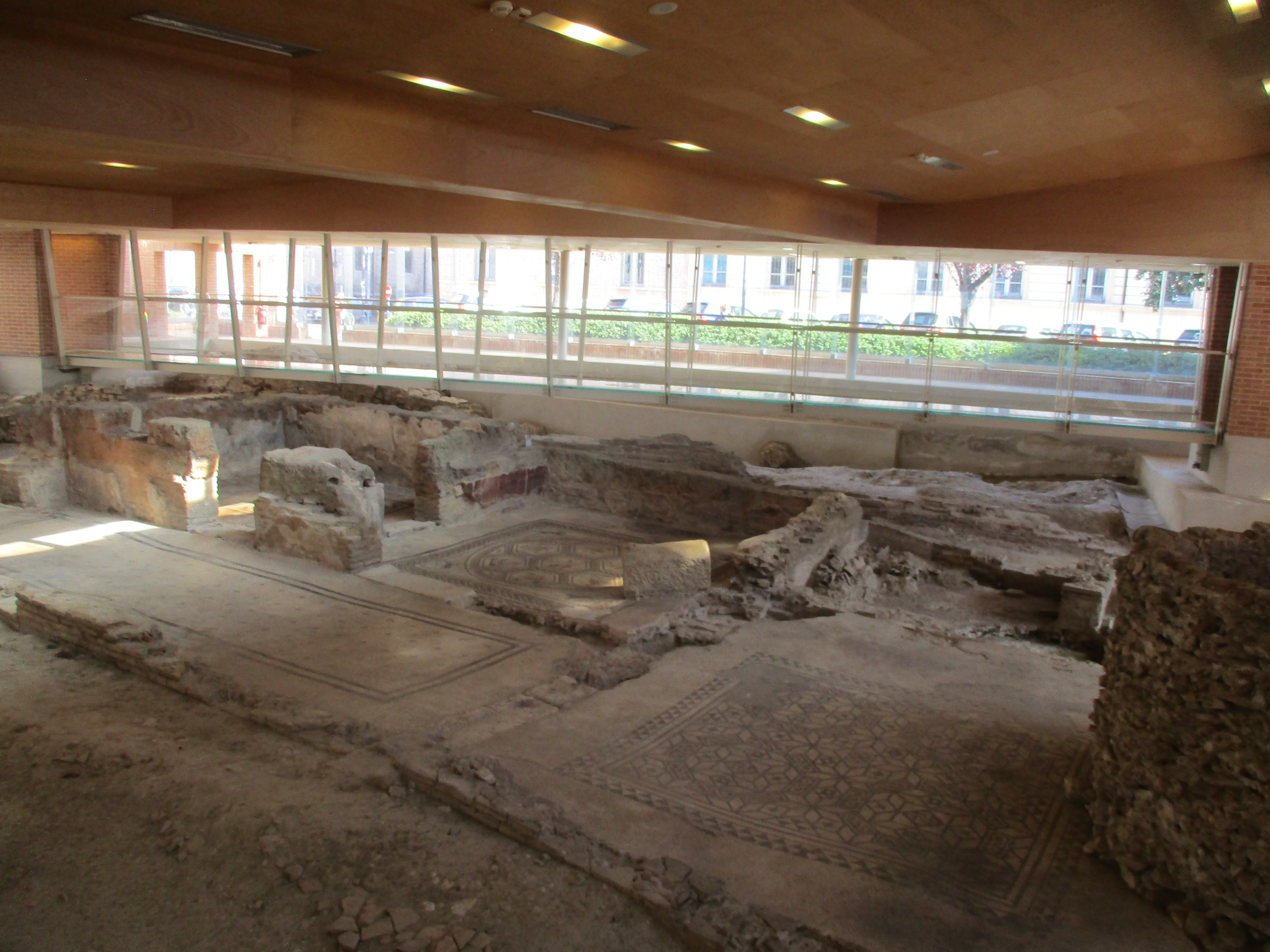
La domus del Chirurgo

È un grande complesso archeologico, rinvenuto nel 1989 nel sottosuolo di Piazza Ferrari, composto da una residenza della tarda età imperiale (II-III secolo d.C.) e una ricca abitazione tardo antica (V-VI secolo d.C.), ai quali si sovrappongono livelli insediativi altomedievali. La domus occupa una superficie di circa 700 m² ed è coperta da una moderna struttura, interamente vetrata sui lati, che rende visibili i resti archeologici dal piano di calpestio della piazza. Il luminoso spazio interno è percorso tre leggere passerelle sospese sugli scavi, che dividono i due principali ambiti del complesso. Le residenza del chirurgo ha magnifici pavimenti musivi decorati a motivi geometrici e naturalistici ed un mosaico che raffigura Orfeo citaredo tra gli animali. Il palazzo tardoantico si sviluppa intorno ad un cortile ornato da una fontana a ninfeo, con ambienti dai ricchissimi pavimenti a mosaico e un'aula absidata destinata a funzioni di rappresentanza.

### Domus di palazzo Massani
L'area archeologica fu scoperta nel 1998 sotto a palazzo Massani, sede della prefettura di Rimini, in via IV Novembre, e comprende edifici appartenenti a tre fasi costruttive. Al livello inferiore si trova una semplice abitazione del III secolo a.C., e sovrapposto ad essa un edificio residenziale del II secolo a.C., che comprendeva anche ambienti destinati a tabernae e attività produttive. Sui resti delle prime due domus si trovano le vestigia di una residenza di età imperiale dotata di atrio, tablino, peristilio e sale di rappresentanza, con pavimenti in marmi policromi.

### Domus della Camera di Commercio
Il complesso archeologico fu scoperto nel 1995 sotto alla sede della Camera di Commercio, in via Sigismondo, e comprende edifici di diverse epoche. Nel settore occidentale si trovano un'abitazione del I secolo a.C. con pavimento a opus signinum a meandri e un vicolo pedonale che tagliava l'isolato romano. Il settore orientale degli scavi è occupato dagli ambienti di due domus affiancate di età repubblicana, con pavimenti in mosaico e cocciopesto. A sud-ovest emergono i resti di un grande complesso tardoantico del III secolo d.C., dotato di una sala di rappresentanza absidata con pavimentazione geometrica in marmi policromi e di ambienti pavimentati a mosaico con motivi geometrici e vegetali.

### Colonna miliare del Terzo Miglio
Grande cippo miliare, è situato lungo sul lato sinistro della Via Flaminia, a Miramare. Si trova al terzo miglio dal punto finale dell'antica strada consolare (corrispondente all'Arco di Augusto. È priva di iscrizioni.

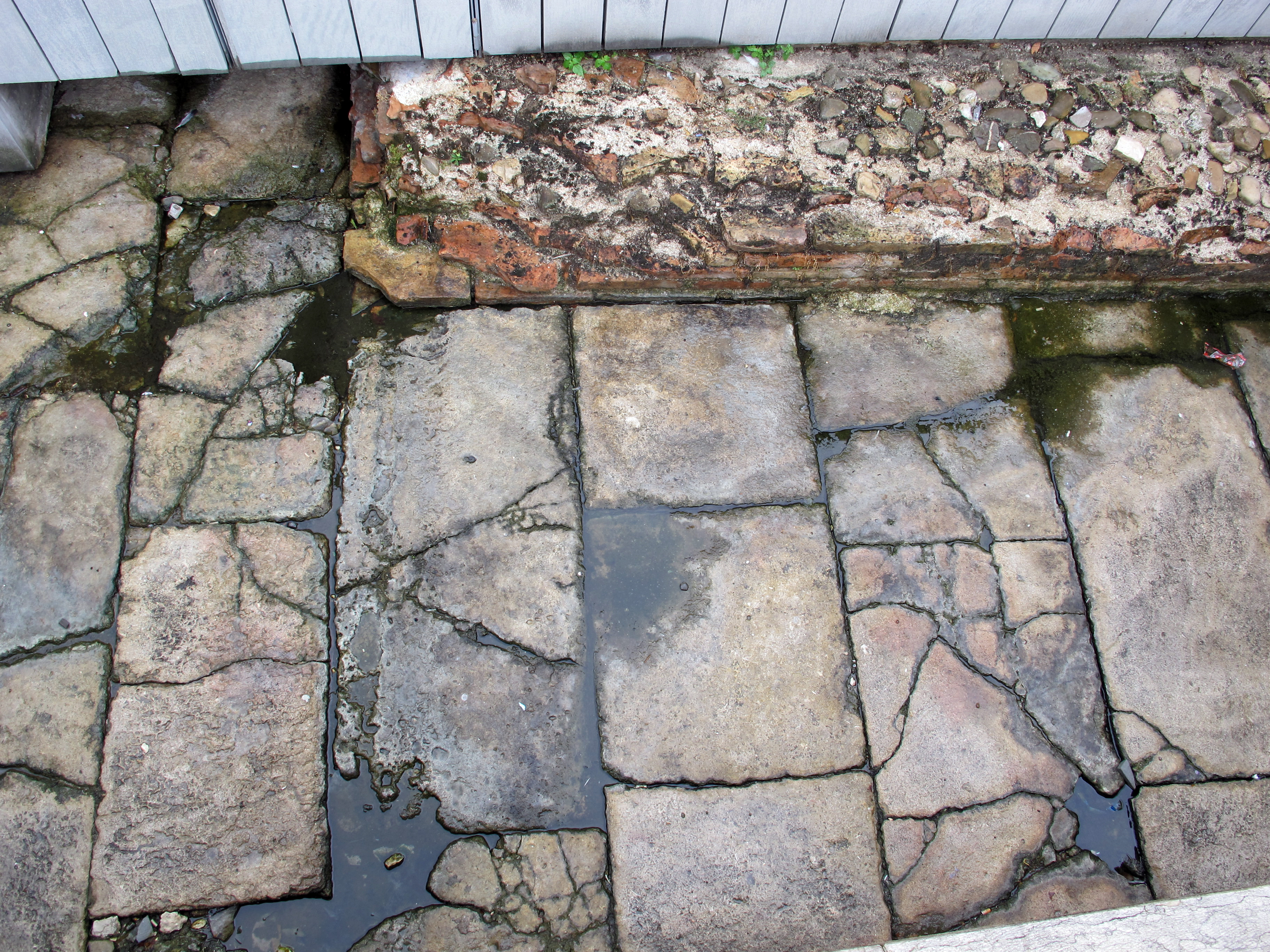
I resti della pavimentazione del Foro romano

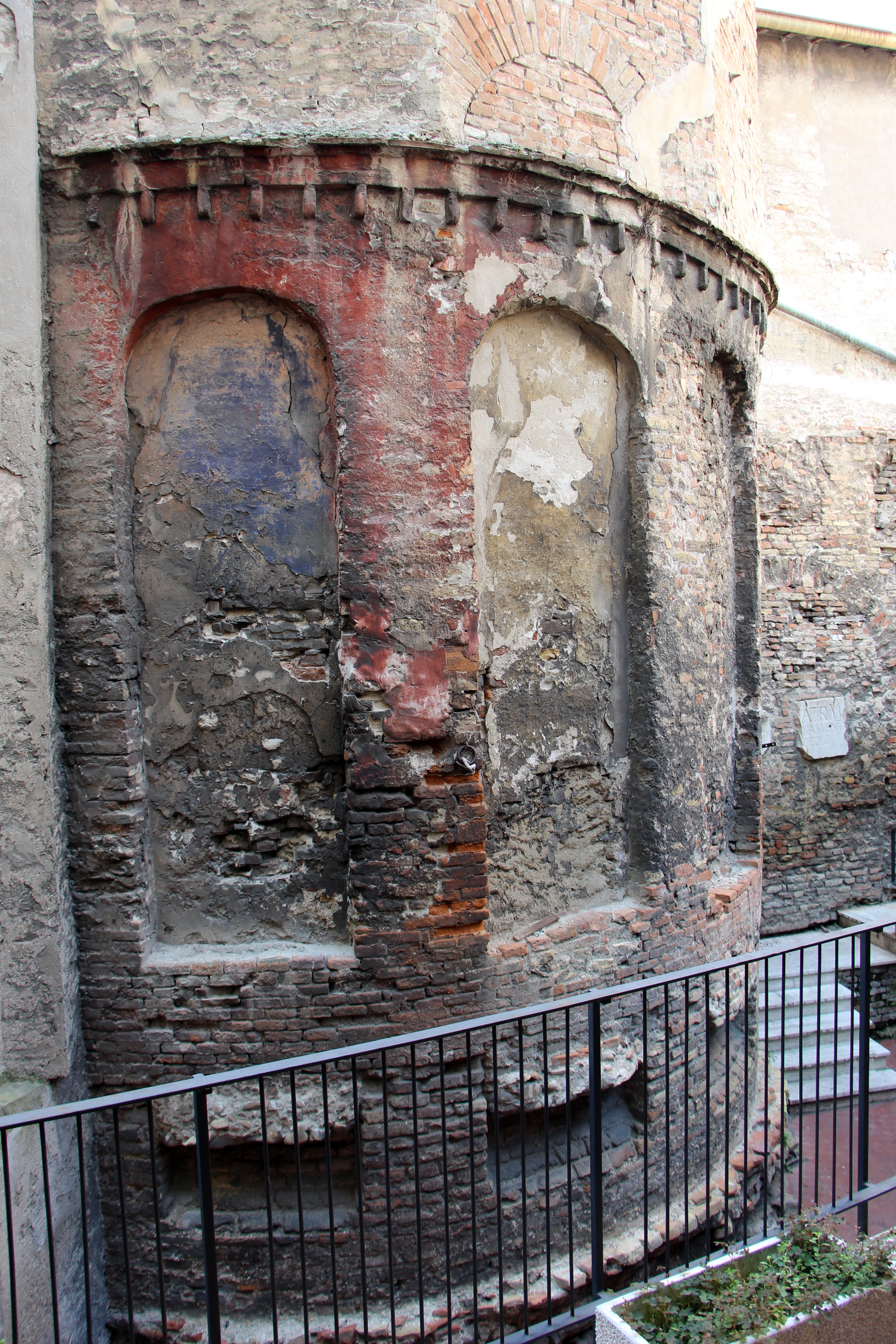
I resti dell'abside di S. Michele in Foro

### Pavimentazione del Foro romano
I resti dell'antico selciato in pietra del foro romano, lasciati in vista in piazza Tre Martiri e via IV Novembre, risalgono al I secolo d.C., e sono posti a 1,5 metri al di sotto dell'attuale piano di calpestio. I ritrovamenti del foro situati in via IV Novembre confinano su un lato con un frammento murario della chiesa medievale di S. Innocenza, distrutta nel 1919 nel corso dei lavori di ampliamento della strada.

### Resti di S. Michele in Foro
Inglobati nel cortile interno di un moderno palazzo in via IV Novembre, i resti dell'abside costituiscono l'unico elemento superstite dell'antichissima chiesa di S. Michele in Foro, costruzione a croce greca risalente al VI secolo d.C che doveva estendersi fino all'isolato della torre dell'orologio. Il paramento murario mostra i segni di successive ricostruzioni e integra reperti più antichi quali il frammento di una lastra con dedica a Caio Mario e un'iscrizione marmorea di età imperiale che sembra riferirsi al vicino teatro romano. All'interno è conservato un affresco raffigurante l'immagine di una santa del XIII secolo.

### Resti del ponte romano di S. Vito

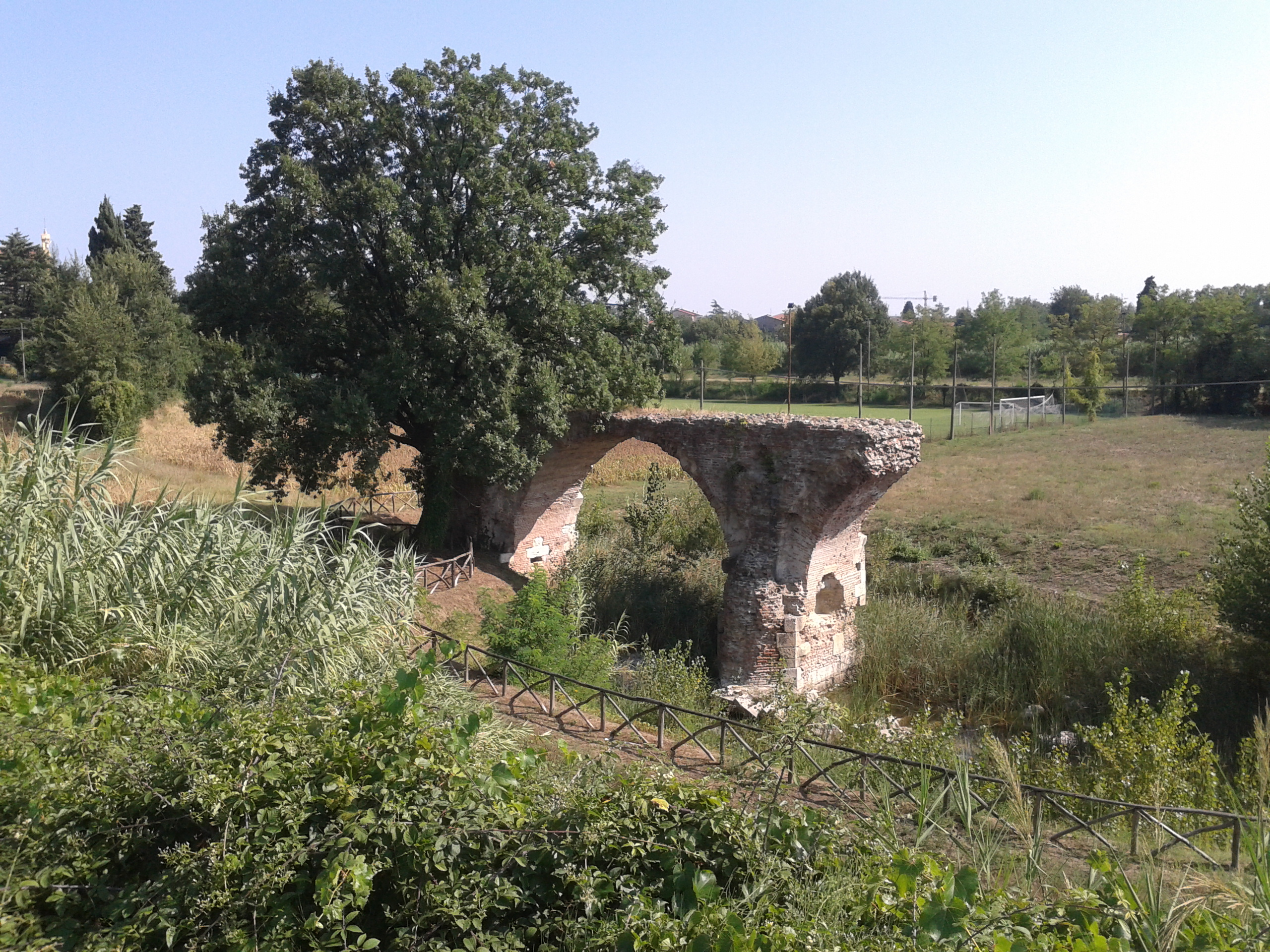
I resti del ponte romano di S. Vito

Imponenti ruderi di un antico ponte di origine romana sul torrente Uso, situato lungo il tracciato della Via Emilia Vecchia, a S. Vito, a pochi km di distanza da Santarcangelo di Romagna.
Le arcate in laterizio risalgono al periodo malatestiano, ma sono costruite su fondazioni in pietra di età augustea. Il ponte doveva avere in origine dimensioni assai grandiose, a otto o nove arcate.

### Scavi archeologici dell'Ex Consorzio Agrario
Situata lungo la vecchia Circonvallazione Meridionale, immediatamente all'esterno delle mura malatestiane, l'area archeologica è integrata nei giardini di un moderno complesso residenziale. Il sito fu scoperto nel 2002.
È visibile una grande vasca di età romana imperiale, utilizzata probabilmente per la lavorazione artigianale dell'argilla, con pavimento in opus spicatum, con laterizi disposti a spina di pesce e pareti impermeabilizzate da uno strato di cocciopesto.

### Scavi archeologici del complesso monastico di S. Giuliano
I resti archeologici, situati all'interno del convento di S. Giuliano, a poca distanza dal Ponte di Tiberio, furono rinvenuti nel 1993, durante i lavori di ristrutturazione del cinema Tiberio.
Il sito comprende una sezione dell'antica via Emilia, pavimentata in basoli di trachite, i resti di una domus e i resti di una necropoli, con numerose sepolture poste parallelamente alla strada. 
I resti archeologici sono visibili, sotto una moderna pavimentazione vetrata, al centro della sala cinematografica.